# Andrzej Kretkowski (zm. 1480)
Andrzej Kretkowski herbu Dołęga (zm. 1480) – wojewoda inowrocławski. Kasztelanic kruszwicki, wojewodzic brzeskokujawski, podstolic dobrzyński, starościc brzeskokujawski, chorążyc dobrzyński.

## Życie prywatne
Syn wojewody brzeskokujawskiego Jana Kretkowskiego (zm. 1452) i Grzymki. Brat Wojciecha, kantora wrocławskiego.
Poślubił Katarzynę Odrowążównę ze Sprowy i Żyrawicy, córkę Dobiesława. Z małżeństwa urodzili się: syn Mikołaj (zm. 1519/1520), kasztelan rypiński, kasztelan brzeskokujawski, wojewoda inowrocławski i wojewoda brzeskokujawski, córka Katarzyna, trzecia żona Sędziwoja Czarnkowskiego, kasztelana santockiego, kasztelana gnieźnieńskiego, wojewody poznańskiego i kaliskiego, córka Barbara, późniejsza zona Bernarda z Lubrańca, kasztelana brzesko-kujawskiego, córka Małgorzata poślubiła Piotra z Żukowa, syn Hieronim poślubił Katarzynę z Bnina, córkę Wojciecha z Bnina i Śmigła, kasztelana międzyrzeckiego.

## Pełnione urzędy
Pełnił urząd kasztelana kruszwickiego od 1454, następnie został kasztelanem brzesko-kujawskim 1455. W latach 1475–1479 był wojewodą inowrocławskim. Po roku 1479 został wojewodą brzeskim. Piastował też stanowisko starosty małogoskiego.
Był gwarantem pokoju toruńskiego 1466 roku.